# Bob az 1936. évi téli olimpiai játékokon
Az 1936. évi téli olimpiai játékokon a bob versenyszámait a Garmisch-Partenkirchenban rendezték meg február 11. és február 15. között. A pálya hossza 1525 m, a szintkülönbség 129,14 m volt.

## Részt vevő nemzetek
A versenyeken 13 nemzet 99 sportolója vett részt.
- Ausztria (AUT) (12)
- Belgium (BEL) (8)
- Csehszlovákia (TCH) (8)
- Egyesült Államok (USA) (11)
- Franciaország (FRA) (10)
- Hollandia (NED) (2)
- Liechtenstein (LIE) (2)
- Luxemburg (LUX) (4)
- Nagy-Britannia (GBR) (4)
- Németország (GER) (10)
- Olaszország (ITA) (10)
- Románia (ROU) (9)
- Svájc (SUI) (9)

## Éremtáblázat
(Az egyes számoszlopok legmagasabb értéke vagy értékei vastagítással kiemelve.)
| Az 1936. évi téli olimpiai játékok éremtáblázata bobban | Az 1936. évi téli olimpiai játékok éremtáblázata bobban | Az 1936. évi téli olimpiai játékok éremtáblázata bobban | Az 1936. évi téli olimpiai játékok éremtáblázata bobban | Az 1936. évi téli olimpiai játékok éremtáblázata bobban | Olimpia  |
| ------------------------------------------------------- | ------------------------------------------------------- | ------------------------------------------------------- | ------------------------------------------------------- | ------------------------------------------------------- | -------- |
|                                                         | Ország                                                  | Arany                                                   | Ezüst                                                   | Bronz                                                   | Összesen |
| 1.                                                      | Svájc (SUI)                                             | 1                                                       | 2                                                       | 0                                                       | 3        |
| 2.                                                      | Egyesült Államok (USA)                                  | 1                                                       | 0                                                       | 1                                                       | 2        |
|                                                         |                                                         |                                                         |                                                         |                                                         |          |
| 3.                                                      | Nagy-Britannia (GBR)                                    | 0                                                       | 0                                                       | 1                                                       | 1        |
|                                                         |                                                         |                                                         |                                                         |                                                         |          |
| Összesen                                                | Összesen                                                | 2                                                       | 2                                                       | 2                                                       | 6        |

## Érmesek
| Az 1936. évi téli olimpiai játékok érmesei bobban |                                                                               |         |                                                                                 |         |                                                                                      |         |
| Versenyszám                                       | Arany                                                                         | Arany   | Ezüst                                                                           | Ezüst   | Bronz                                                                                | Bronz   |
| Kettes                                            | Egyesült Államok (USA) · Ivan Brown · Alan Washbond                           | 5:29,29 | Svájc (SUI) · Fritz Feierabend · Joseph Beerli                                  | 5:30,64 | Egyesült Államok (USA) · Gilbert Colgate · Richard Lawrence                          | 5:33,96 |
| Négyes                                            | Svájc (SUI) · Pierre Musy · Arnold Gartmann · Charles Bouvier · Joseph Beerli | 5:19,85 | Svájc (SUI) · Reto Capadrutt · Hans Aichele · Fritz Feierabend · Hans Bütikofer | 5:22,73 | Nagy-Britannia (GBR) · Frederick McEvoy · James Cardno · Guy Dugdale · Charles Green | 5:23,41 |